# Музеј Пабла Пикаса у Паризу
Национални музеј Пабла Пикаса (фран.Musée Picasso) у Паризу чува највећу колекцију дела Пабла Пикаса на свету. Налази се у срцу Париза, у округу Ле Маре, у оквиру потпуно реновираног Хотела Сале, подигнутог у 17. веку и класификованог као историјски споменик. Кроз свој квалитет, ширину и разноврсност заступљених уметничких поља, збирку и привремене изложбе, може се сагледати целокупно Пикасово дело, сликано, вајано, гравирано и цртано, као и евокација уметниковог стваралачког процеса.

## Хотел "Сале"
Хотел је коришћен као Венецијанска амбасада, а затим и као складиште књижевности током Револуције. У 19. веку је претворена у интернат, у седиште Централне уметничке и мануфактурне школе, а затим у изложбену радњу бронзаног радника Анрија Виана.
Изградио га је фармер пореза на со, Пјер Обер. Он је своје богатство стекао 1630-1640-их на разним шемама, укључујући повољан брак. Да би на крају постао важан финансијер на париском тржишту и саветник и секретар краља. Придруживши се канцеларијама за порез на со, Пјер Обер који је прикупљао порез на со као паушални износ у име краља, учврстио је свој положај. Његов положај створио је име за кућу, која је убрзо постала позната као Хотел Сале („сале“ што значи „слан“ на француском).
Одељење за историјске споменике је започело програм рестаурације 1974. У марту 1975., након разматрања, градско веће Париза је потврдило да ће Хотел Сале заиста бити смештен Музеј Пикаса, што је природан избор с обзиром на то да је уметников рад произведен у зидовима великих приватних виле и друге историјске грађевине. Пикасова уметност је требало да заблиста у вишеструким изложбеним просторима посвећеним уметности 20. века подељеном између високо савремене архитектуре и патримонијалних простора. Закуп на 99 година је договорен 1981. године, град Париз је изнајмио хотел Сале од државе за симболичну суму под условом да изврши реновирање и брине о одржавању зграде.

## Колекција
Колекција обухвата преко 5.000 дела и десетине хиљада архивираних дела. Због свог квалитета и обима, као и спектра уметничких форми које обухвата, ова колекција је једина у свету која представља и комплетан Пикасов насликан, извајан, гравиран и илустрован опус и прецизан запис – кроз скице, студије, нацрте, свеске, бакрорези у различитим фазама, фотографије, илустроване књиге, филмови и документи — уметниковог стваралачког процеса
Настала је од две донације држави коју су дали наследници Пабла Пикаса 1979. и касније наследници Жаклин Пикасо 1990. Током година је проширена даљим изванредним аквизицијама. Пикасову личну колекцију држави су предали његови наследници, у складу са жељама уметника. У почетку је обухватао 50-ак дела старих и савремених мајстора који су у збирку ушли захваљујући донацији 1973. године. 
Друга донација његових наследника 1978. године проширила је ову збирку на око 150 дела. Пикасову личну архиву су поклонили његови наследници 1978. године да би била претходно класификована пре него што је ушла у националне колекције 1992. (200.000 комада).